# Abelisaure
L'abelisaure (Abelisaurus comahuensis) fou una espècie de dinosaure descendent dels primitius ceratosaures. Es tracta de l'única espècie del gènere Abelisaurus. Se n'han trobat restes fòssils a l'oest de l'Argentina. Caçava titanosaures i altres preses.
Tenien unes extremitats superiors comparativament petites per a la seva mida total, amb quatre dits petits i gruixuts, que no els eren de gaire utilitat. Un altre tret important era el seu crani. Tenien un enorme cap amb una mandíbula inferior bastant feble en comparació amb la superior. El seu crani era molt gros, amb unes òrbites oculars i fosses nasals enormes, però el més destacable era l'obertura prenasal típica dels arcosaures, destinada a allotjar els músculs mandibulars i a alleugerir el pes total del cap.